# Piotr Krajewski (kurator sztuki)
Piotr Krajewski (ur. w 1956 we Wrocławiu) – polski kurator i autor tekstów zajmujący się sztuką współczesną i problematyką nowych mediów. Współzałożyciel Międzynarodowego Biennale Sztuki Mediów WRO i jego dyrektor artystyczny od pierwszej edycji w roku 1989, główny kurator Centrum Sztuki WRO.
Zrealizował liczne wystawy w Polsce i za granicą, m.in. w Muzeum Narodowym we Wrocławiu, ZKM – Zentrum für Kunst und Medientechnologie w Karlsruhe, Akademie der Künste w Berlinie, Kunsthalle w Wiedniu, Bunkrze Sztuki w Krakowie, Kunsthall Aarhus w Danii. Jest autorem artykułów publikowanych w Polsce, Niemczech, USA i Japonii oraz redaktorem książek i publikacji multimedialnych. Współpracując z Telewizją Polską w latach 1992–2004 zrealizował wspólnie z Violettą Krajewską ponad 150 programów artystycznych i filmów, a także pionierskie transmisje na żywo performansów i działań intermedialnych. Należy do Międzynarodowego Stowarzyszenia Krytyki Artystycznej AICA, Polskiego Towarzystwa Estetycznego i Polskiego Towarzystwa Kulturoznawczego.
Jest absolwentem Kulturoznawstwa na Uniwersytecie Wrocławskim. W roku 1994 wprowadził przedmiot Sztuka Nowych Mediów do programu studiów w Katedrze Kulturoznawstwa Uniwersytetu Wrocławskiego. Od 2007 r. wykłada w Katedrze Intermediów Uniwersytetu Artystycznego w Poznaniu, obecnie wykłada także na Akademii Sztuk Pięknych we Wrocławiu, gdzie był inicjatorem powstania Katedry Mediacji Sztuki. Wykłada gościnnie w Europie, Stanach Zjednoczonych i Japonii, uczestniczy w międzynarodowych konferencjach poświęconych problemom sztuki, strategiom kuratorskim i współczesnej kreatywności kulturowej. Jest wiceprzewodniczącym Rady Muzeum Narodowego we Wrocławiu. Był członkiem rad programowych: Galerii Miejskiej Arsenał w Poznaniu (2017-21), Muzeum Sztuki Współczesnej – MOCAK, w Krakowie (2015–2019), projektu Muzeum Sztuki Nowoczesnej w Warszawie (2005–2007), oraz przewodniczącym zespołu programowego projektu Muzeum Współczesne Wrocław (2007–2008). Jest autorem terminu WRO (1989), który z czasem został podjęty przez nowe inicjatywy kulturalne Wrocławia, a także autorem nazwy Muzeum Współczesne (2006), nadanej nowemu muzeum we Wrocławiu.
W 1988 roku Piotr Krajewski wraz z Violettą Kutlubasis-Krajewską oraz Zbigniewem Kupiszem utworzyli formację OPEN Studio/WRO, a już w 1989 roku odbyło się zorganizowane przez ten zespół pierwsze Biennale Sztuki Mediów WRO.

## Wystawy
- 2018
  - Anti-Static. Wystawa Multimediów. Muzeum Narodowe w Poznaniu
- 2017
  - Kamuflaż / Camouflage, Griffin Art Space/Hala Koszyki, Warszawa
  - Za siedmioma / Beyond the Seven, Dom Słowa Polskiego Warszawa
  - Biennale Sztuki Mediów WRO: Draft Systems, Wrocław
- 2016
  - Krenz - 8:Blow-up,  Centrum Sztuki WRO, Wrocław
  - Ćmy, kraby, fluidy, Griffin Art Space/Hala Koszyki, Warszawa
- 2015
  - Kultury Kultywowane, Centrum Sztuki WRO, Wrocław / Cultivated Cultures, Muzeum Historii Naturalnej, Lwów
  - Biennale Sztuki Mediów WRO: Test Exposure, Wrocław
  - Skate Concrete, Centrum Sztuki WRO, Wrocław
- 2014
  - On the Silver Globe, Kunsthal Aarhus, Dania
  - Rysopis: wystawa artystów urodzonych w Polsce około 1989 roku. Dom Handlowy Renoma i Centrum Sztuki WRO, Wrocław
- 2013
  - Dominik Lejman, Liliana Orbach, Marek Wasilewski: What has risen may sink and what has sunk may rise, Artists Hause, Tel Awiw, Izrael
  - Carolee Schneemann: Life Book, [kurator wspólnie z Violettą Kutlubasis-Krajewską i Marielle Nitoslawski], Centrum Sztuki WRO, Wrocław
  - Mirosław Bałka: Nachtgesichten, Centrum Sztuki WRO, Wrocław
  - Leszek Knaflewski: Stoisz na moim miejscu, Centrum Sztuki WRO, Wrocław
  - Pierścienie Saturna, w dawnym Pałacu Ballestremów, Wrocław
- 2012
  - The State of The Image. The Media Pioneers Zbigniew Rybczyński and Gábor Bódy, Zentrum für Kunst und Medientechnologie (ZKM), Karlsruhe
  - AC/DC/IT Zmienne. Stałe. Błądzące, Centrum Sztuki WRO, Wrocław
- 2011
  - Biennale Sztuki Mediów WRO: Alternative Now, Wrocław
  - Izabella Gustowska: In Stealthy Flight I Pursued Her, Centrum Sztuki WRO, Wrocław
  - Tomasz Domański: Wiek Męski, Centrum Sztuki WRO, Wrocław
- 2010
  - Where`s Chopin? Instalacje koncertujące, Międzynarodowy Festiwal Muzyki Współczesnej Warszawska Jesień, Warszawa / Where`s Chopin? Concert playng installations, Dilston Grove Gallery, Londyn
  - Robert Cahen: Aparitions/Disparitions, Centrum Sztuki WRO, Wrocław
- 2009
  - Ukryta Dekada: polska sztuka wideo 1985–1995, Muzeum Narodowe, Wrocław / Bunkier Sztuki, Kraków
- 2008
  - Mirosław Bałka: Jetzt, Centrum Sztuki WRO, Wrocław
- 2005
  - Inna Książka, Muzeum Narodowe, Wrocław
- 2003
  - From Monument to Market: Video and Public Space, Tesla – Podewil Zentrum fuer Aktuelle Kunst, Berlin
- 2002
  - Projekt Karlsplatz, Projectspace Kunsthalle, Wiedeń
  - Remediations & Variants – International Video Biennale Video Zone, Tel Awiw